# Philopterus fortunatus
Philopterus fortunatus är en insektsart som först beskrevs av Zlotorzycka 1964.  Philopterus fortunatus ingår i släktet fjäderlingar, och familjen fjäderlöss. Arten är reproducerande i Sverige.